# Tipi (habitação)

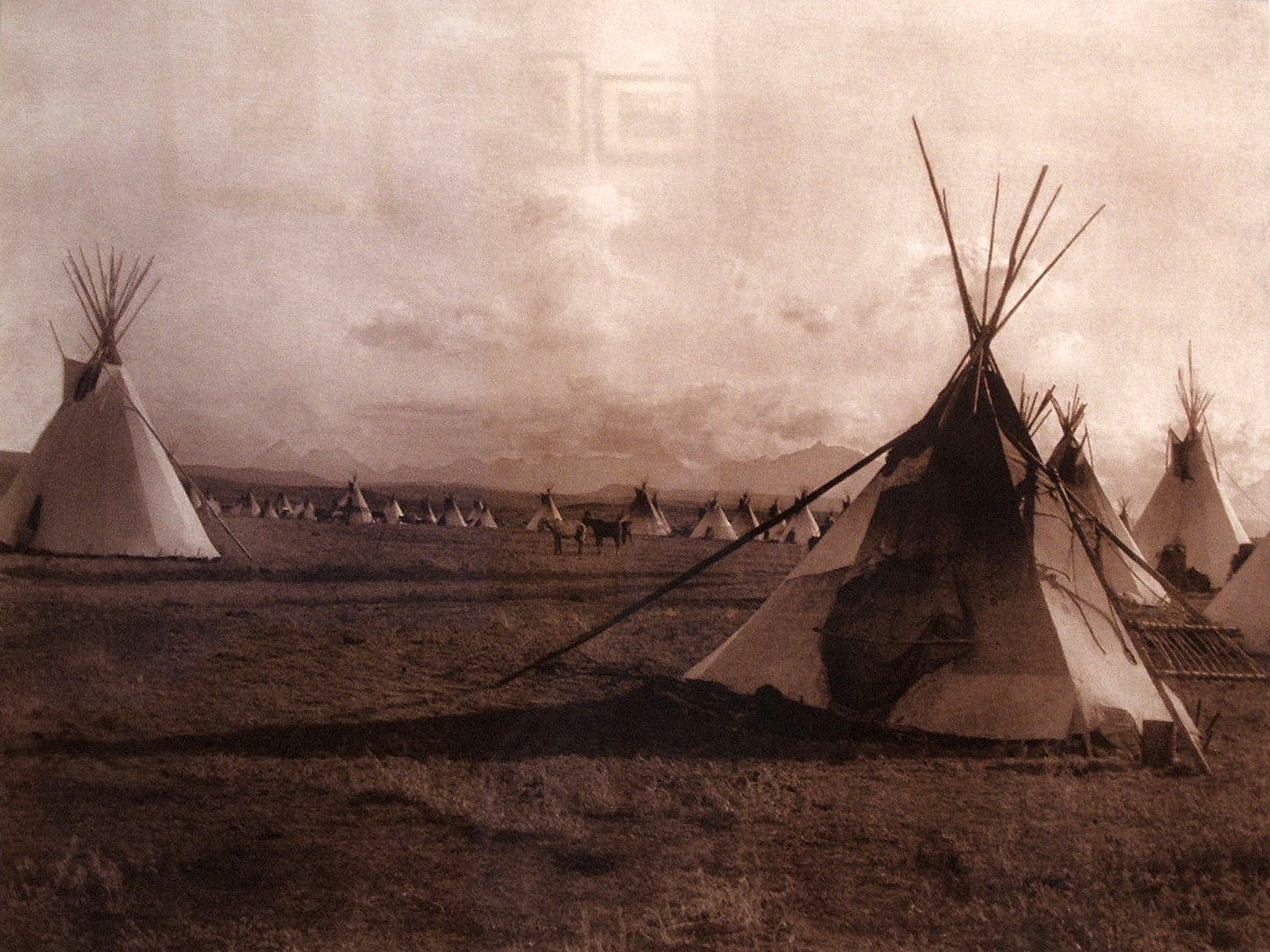
Fotografia de tipis.

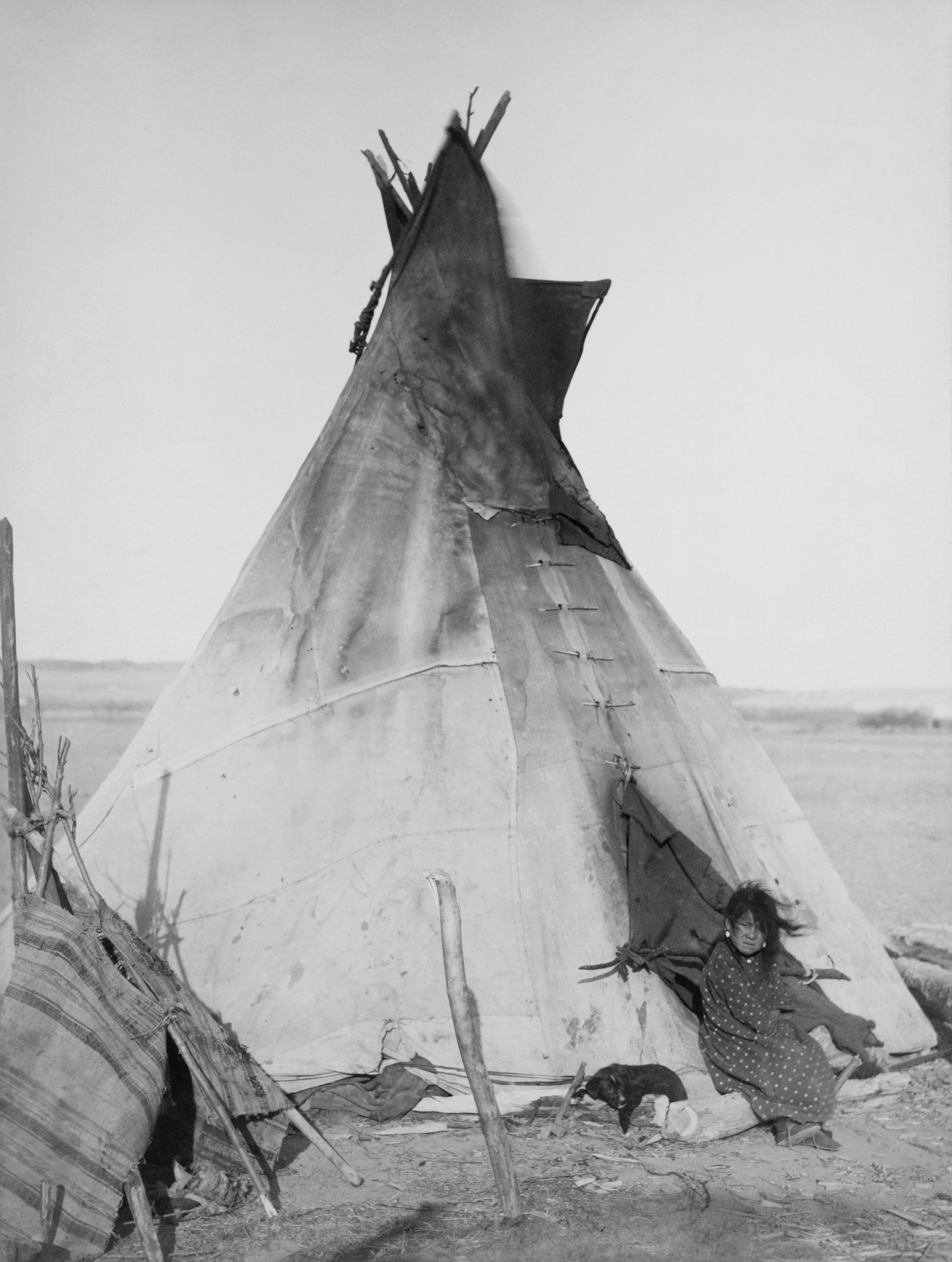
Um tipi dacota, em 1891

Um tipi (também tepee e teepee) é uma tenda cônica, originalmente feita de peles de animais como o bisonte, e paus de madeira. O tipi era utilizado pelos povos indígenas nômades dos Estados Unidos das Grandes Planícies mas também têm sido construídos e habitados em outras partes geográficas, como é o caso dos Timucuas na Flórida. O tipi é durável, e durante o inverno proporciona abrigo e conforto, é fresco durante o verão, e seu interior permanece seco em caso de chuvas. As mulheres eram quem armavam e transladavam as moradias, escolhiam a localização e organizavam a disposição do povoado. Elas eram as proprietárias das tendas que estavam desenhadas cuidadosamente para poderem ser facilmente desmontadas e transladadas. Todo o povoado podia ser montado em uma hora. Esta transportabilidade era importante nas Grandes Planícies por causa de seu estilo nômade de vida.
Os indígenas dos Estados Unidos estão estereotipicamente unidos aos tipis, ainda que em outras áreas culturais do país, os indígenas costumavam construir suas moradias de um modo muito diferente. 